# Otto Bäppler
Otto Christian Heinrich Bäppler (* 18. Juli 1868 in Offenbach am Main; † 5. Juli 1922 in Oberursel-Hohemark) war ein deutscher Architekt.

## Leben
Otto Bäppler machte eine Ausbildung an den Technischen Lehranstalten Offenbach. Ab ca. 1900 wirkte er in Frankfurt am Main als Architekt. Anfangs arbeitete er mit Aage von Kauffmann zusammen und danach als selbstständiger Architekt. Er war ein Vertreter des Historismus und Gegner des Jugendstils. Neben einer Reihe von Häusern in Frankfurt, die vielfach heute unter Denkmalschutz stehen, erbaute er für reiche Frankfurter Familien Landsitze im Vordertaunus. Auch entwarf er das Familiengrab auf dem Frankfurter Hauptfriedhof für Familie Hermann Mumm von Schwarzenstein.
Seine Ehefrau war Antonie geb. Thurau (1873–1944). Ihr gemeinsamer Sohn, der Architekt Hans Bäppler (* 19. Februar 1899 in Offenbach), übernahm nach seinem Tod des Vaters das Architekturbüro. Das Familiengrab befindet sich auf dem Frankfurter Südfriedhof.

## Bauten und Entwürfe (Auswahl)
- 1898 errichtete er für Carl von Weinberg die Villa Waldfried in der Flughafenstraße in Schwanheim.[1]
- Gemeinsam mit Aage von Kauffmann errichtete Bäppler 1902–1904 für Hermann Mumm von Schwarzenstein die Villa Mumm an der Forsthausstraße (heute: Kennedyallee) in Frankfurt.
- In der Nähe von Aachen entstand nach seinen Entwürfen 1913–1915 das Landhaus Hammacher für den Ziegeleibesitzer Willy Hammacher.
- 1904 baute er in Kronberg im Taunus, Jaminstraße 2 die Villa Wetzlar für den Bankier Emil Wetzlar, Sohn der Charlotte Wetzlar geborene Bonn.[2]
- Frankfurt am Main, Bockenheimer Landstraße 25, Verwaltungsgebäude des Frankfurter Metallhandels- und Montanunternehmens Beer, Sondheimer & Co. nach Entwurf von Otto Bäppler in rationalem Neoklassizismus mit Säulenfrontispiz. Im Inneren sind die zeitgenössische Ausstattung und die Treppenrotunde erhalten. Erhalten ist das Empfangsgebäude, der hintere Teil ist ein Neubau. Die dort vormalige Allgemeine Hypothekenbank Rheinboden AG wurde an COREAL CREDIT, bzw. an den Investor Lone Star verkauft, der dort unter AHBR diverse Finanzierunggeschäfte betreibt.
- 1909/1919 entstand die Villa Gans auf der Kestenhöhe in Oberursel für Ludwig Wilhelm von Gans; heute Hotelprojekt einer Investmentgesellschaft der Gewerkschaft.
- 1906/1907 wurde die Villa Schuster (auch Haus Waldhof) in Kronberg für den Bankier Bernhard Ludwig Schuster erbaut. (steht zum Verkauf)
- 1909/1910 entstand in Kronberg das Haus Kastanienhain als Wohnhaus für den Bankier Heinrich Fritz Mumm von Schwarzenstein (1870–1942) und seine Frau Emilie genannt Mila geborene von Guaita (1882–1953). (später AWO-Haus Waldfriede, heute Sitz eines privaten Unternehmens)
- 1910/1911 baute Bäppler die evangelische Martinuskirche in Frankfurt-Schwanheim auf Anregung des Carl von Weinberg
- 1911/12 entstand das Landhaus Die Höhe des in Frankfurt am Main ansässigen Königlichen Kommerzienrats Zachary Hochschild in Eppenhain im Taunus
- 1898/1899 erbaute er die Villa Rehe Privathaus eines Apothekers, im Dritten Reich Müttergenesungsheim, dann Angestelltenhaus eines Altenheims, nach langem Leerstand Sanierung zu einem Privaten Wohnhaus Reichenbach Weg 25g, Königstein – Falkenstein
- Landhaus Mühlweg 6  Königstein – Falkenstein. Gebaut als Wohnhaus auf ca. 9000 Quadratmeter Grundstück, das Gelände wurde teilweise mit Gewächshäuser bebaut und als Gärtnerei betrieben. Rückbau der Gewächshäuser und wieder als Wohnhaus benutzt. Nach Leerstand nun wieder (Stand 2019) Sanierung als Wohnhaus
- 1911 Zweigeschossige massive Villa in Hanau, Friedrichstraße 18, nach dem Zweiten Weltkrieg wiederaufgebaut, Kulturdenkmal Hessen
- Am 19. Oktober 1913 wurde das Kriegerdenkmal für die Gefallenen der Einigungskriege in Koblenz-Metternich feierlich enthüllt, das nach einem Entwurf Bäpplers entstanden war. Es ist erhalten.

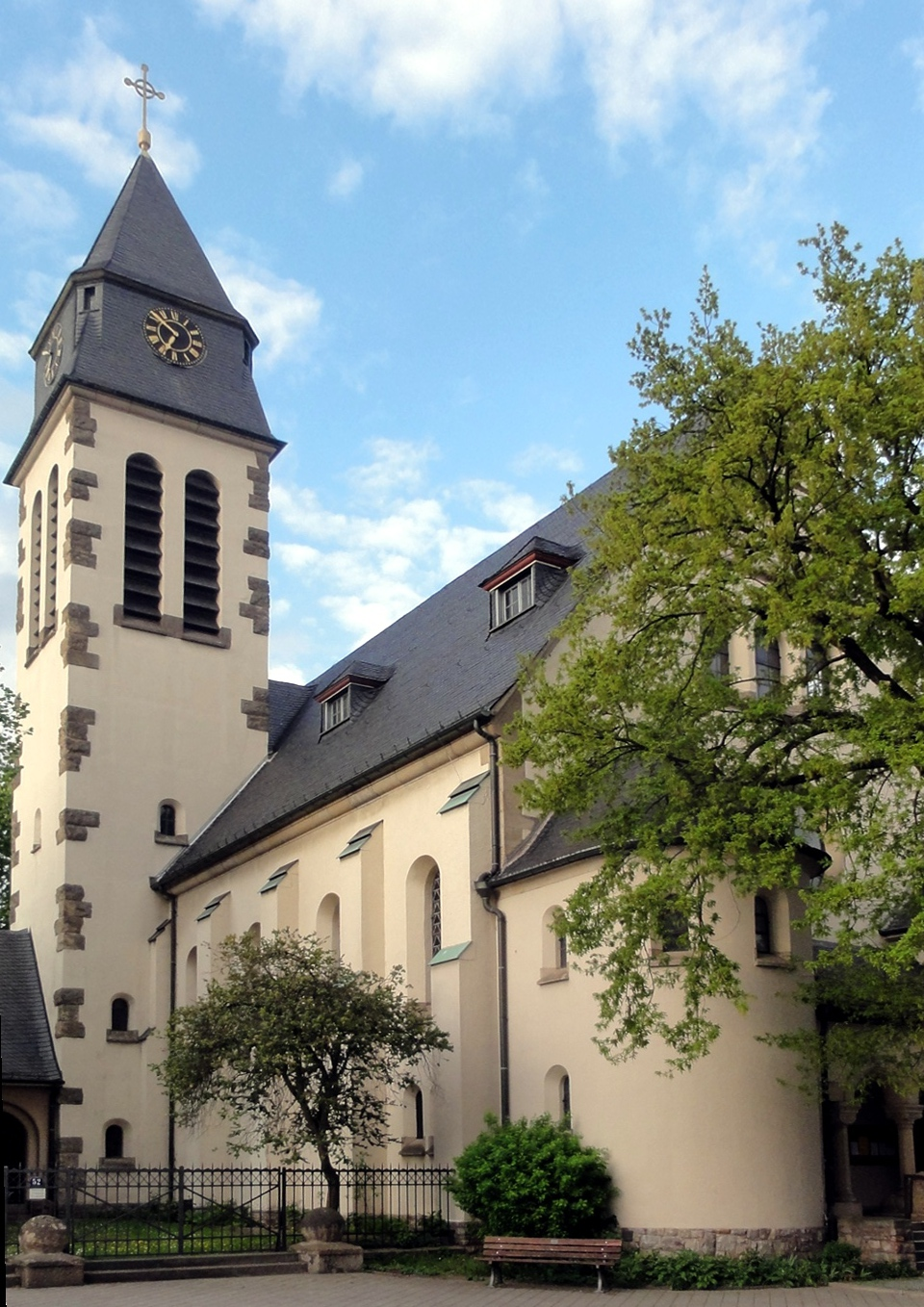
Martinuskirche, Frankfurt-Schwanheim
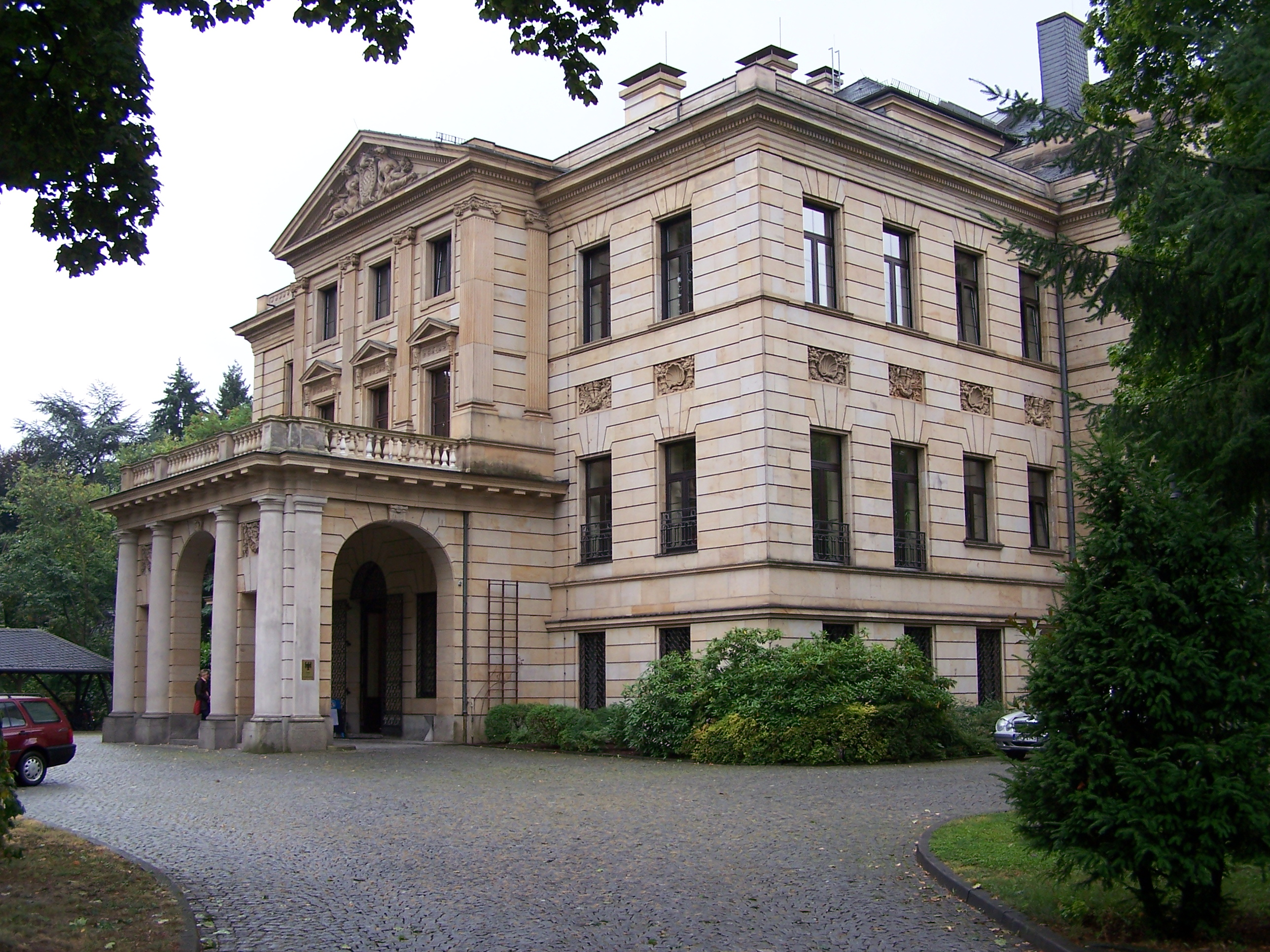
Villa Mumm, Frankfurt
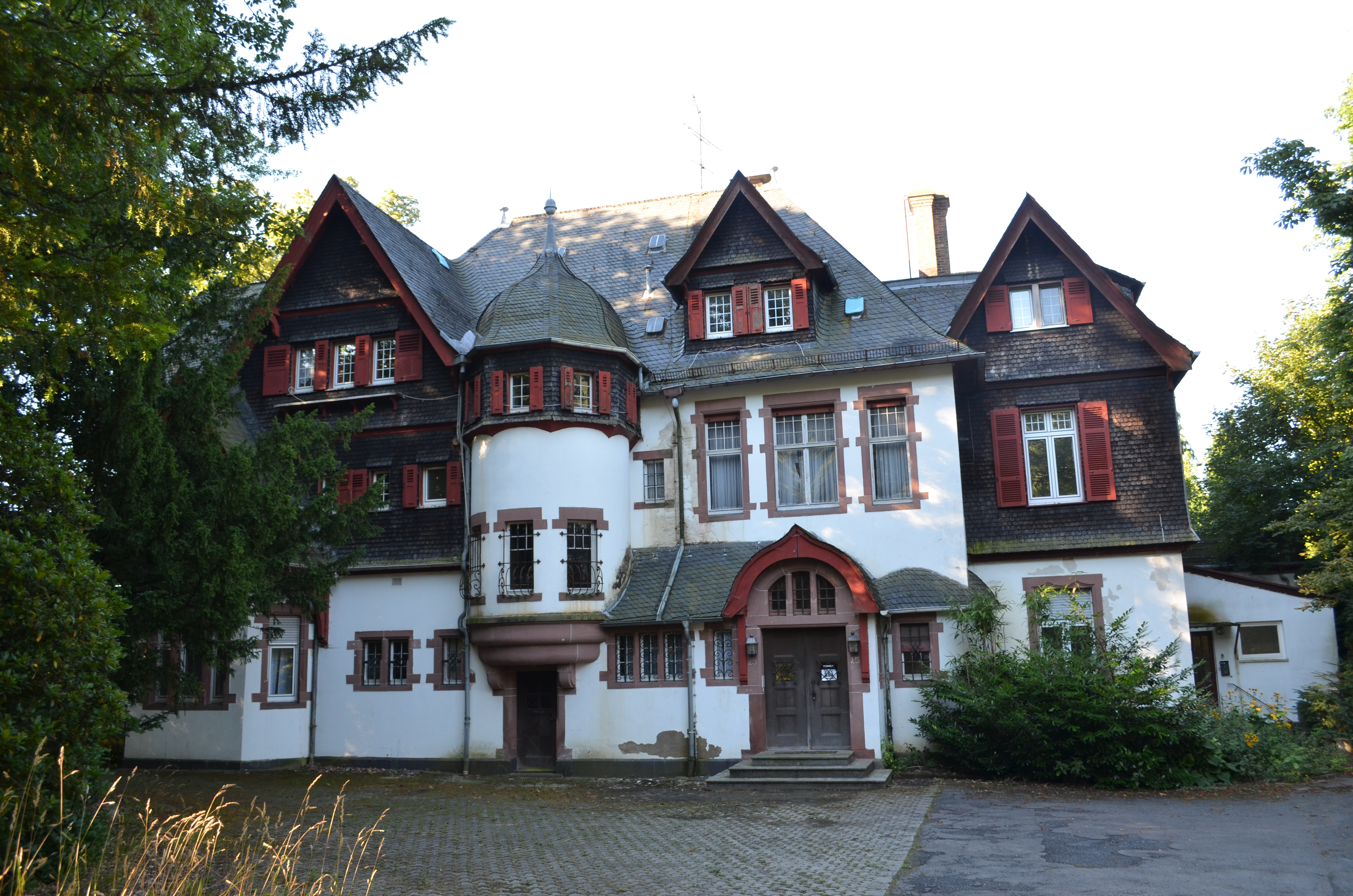
Villa Rehe